# Carl Wilhelm Grether
Carl Wilhelm Grether (* 1. Mai 1803 in Lörrach; † 14. November 1890 in Schopfheim) war ein Fabrikant.
Der älteste Sohn des Lörracher Oberbürgermeisters und Landtagsabgeordneten Johann Georg Grether besuchte das heimatliche Pädagogium und fand danach in einer Pension der französischen Schweiz Aufnahme. In Lörrach absolvierte er eine Kaufmannslehre im Fabrikgeschäft von Peter Koechlich & Söhne (KBC), wo er an vertrauensvolle Stellen herangeführt wurde.
1828 heiratete er Elisabeth in Schopfheim, geb. Gottschalk, Schwester des Fabrikanten und liberalen Politikers Ernst Friedrich Gottschalk. Ihr Sohn ist in jungen Jahren gestorben. Ihre Tochter heiratete 1851 Ernst Friedrich Krafft.
Auf Aufforderung einer Gesellschaft von Schweizern trat er als Teilhaber in ein Druckerei- und Färbereigeschäft ein, das aber nicht den erwarteten Erfolg zeigte und liquidiert wurde. Zu dieser Zeit schloss sich Baden dem deutschen Zollverein an.
Seine Schwiegereltern verfügten in Schopfheim über eine Wasserkraft, die sie lange Zeit für einen Drahtzug genutzt hatten. Er ging um 1846 eine Association mit seinem Schwager Gottschalk ein und verständigte sich mit ihm, diese Wasserkraft für eine Baumwollspinnerei zu verwerten. Um 1849/50 arbeitete sie mit 25.000 Spindeln und wurde später um 10.000 erweitert. Dort arbeiteten bis zu 300 Textilarbeiter. Aus diesem Stammbetrieb (später Teil der Zell-Schönau AG und 1990 stillgelegt) unter der Firma Gottschalk & Grether gingen weitere Etablissements hervor.
Anfang 1848 korrespondierte er mit Karl Mathy.
1852 konnte er zusammen mit dem Augsburger Bankier Obermaier die Baumwollspinnerei St. Blasien des verstorbenen Freiherrn von Eichthal ersteigern, und beauftragte seinen Schwiegersohn Krafft mit der Leitung.
In Schopfheim erwarb er Grundstücke nördlich des Wuhrs und dazu mehrere Gebäude an der Hauptstraße, darunter die einstigen Gasthäuser Rössle und Sonne, die später dem Grether-Kym’schen Palais wichen (1960 abgerissen). 1861 konnte er ein weiteres Grundstück entlang des Bahnhofareals ersteigern. 1875 ließ er es, auf Druck der Stadt es zu bebauen, mit einem Eisengitterzaun umsäumen und von Architekt Hasslinger aus Karlsruhe in einen Garten nach englischem Vorbild gestalten. Seine Enkelin Anna Kym-Krafft lud in der Osterzeit Kinder hierher ein. Heute ist es der Stadtpark.
In Hausen erwarb er 1865 ein Eisenwerk, an dessen Stelle er 1870 eine Florettseidenspinnerei errichtete. Nach einer Vergrößerung waren hier zeitweise bis zu 250 Arbeiter beschäftigt. Die Produkte gingen hauptsächlich nach Krefeld.
St. Blasien vererbte er an Krafft, dessen Enkel den Betrieb 1933 in der Weltwirtschaftskrise einstellen mussten.